# توليت دوك

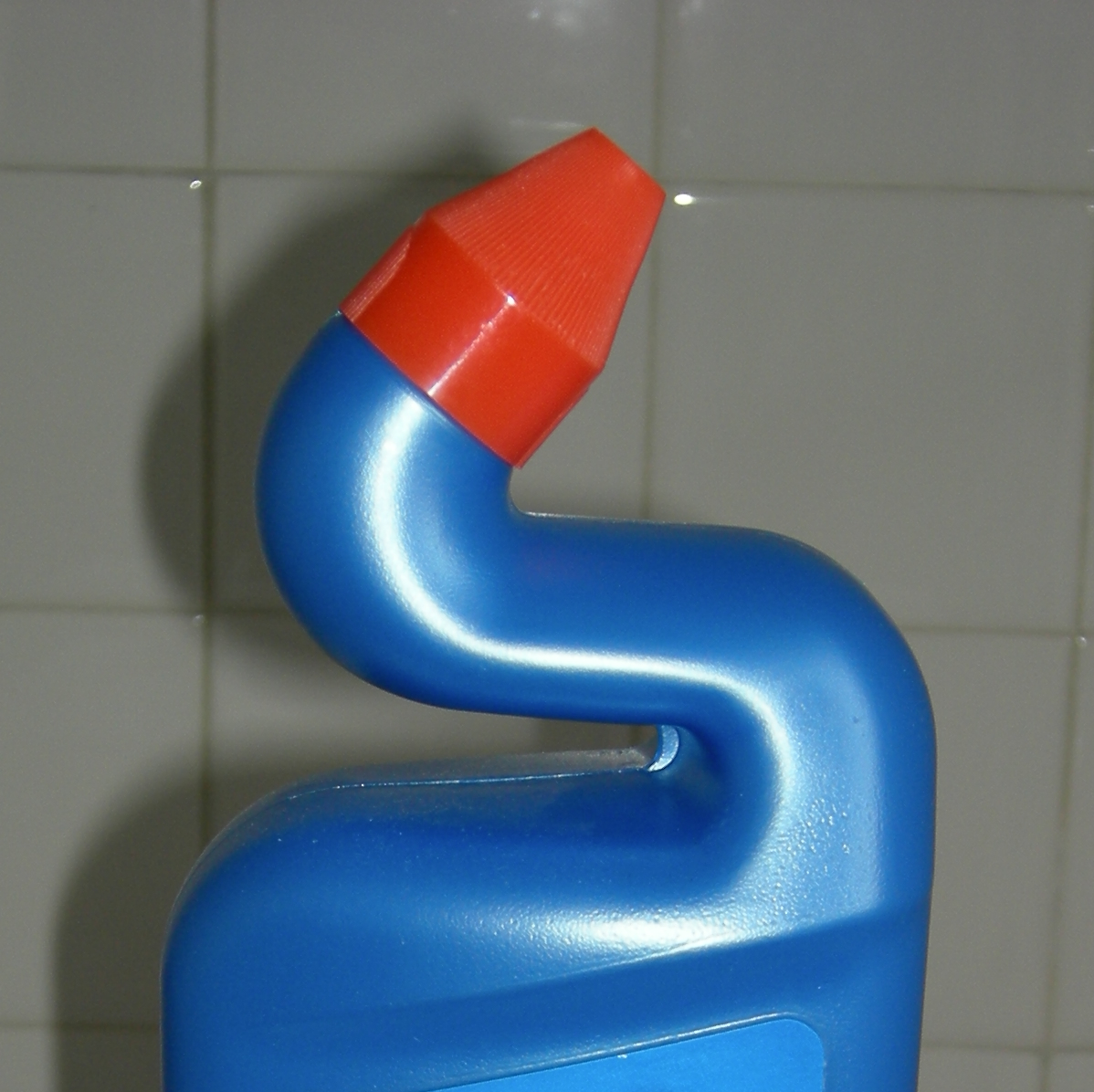
الرقبة من المرحاض بطة العلامة التجارية نظافة المرحاض

بطة المرحاض هو اسم العلامة التجارية مرحاض أنظف وأشار ل بطة، الشكل من قمقمه، شكل ذلك للمساعدة في الاستغناء عن نظافة تحت الحافة. حصل التصميم على براءة اختراع في الثمانينيات من قبل والتر دورنغ من دليكون، سويسرا.  يتم إنتاجه الآن بواسطة SC جونسون والابن. 
تم إسقاط لقب «المرحاض» من الاسم في المملكة المتحدة وإيرلندا، ويطلق على المنتج الآن اسم "Duck" أي «بطة» باللغة العربية. 

## مكونات
المكونات التالية هي جزء من جميع منتجات Duck لتنظيف المرحاض: 
- حمض اللبنيك
- ماء
- الكحول الإيثوكسيلي
- صمغ زنتان
- كبريتات الصوديوم لوريث

## روابط خارجية
- SC جونسون صفحة المنتج